# Weltsicht und Wissen um 1600

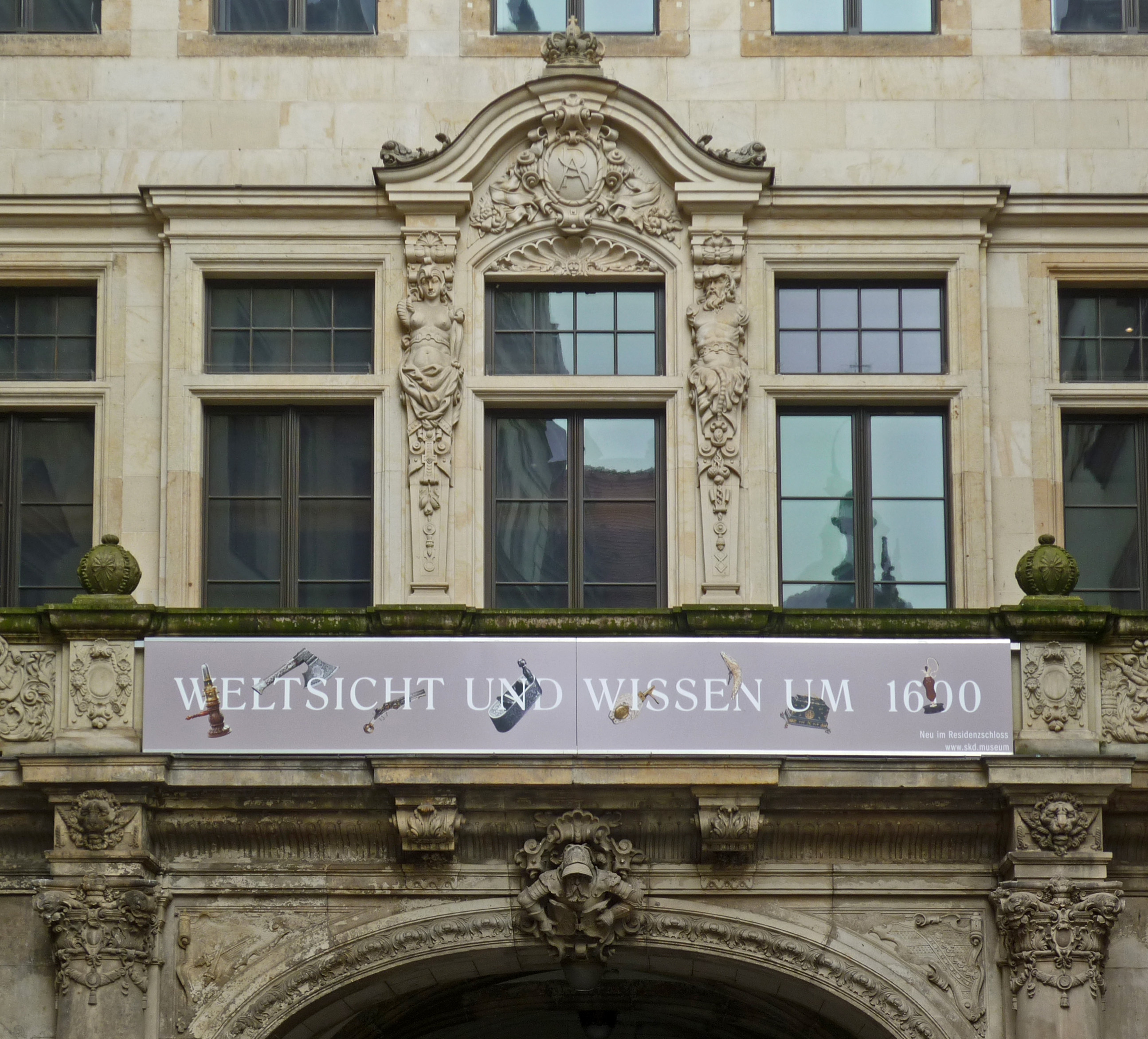
Die neue Dauerausstellung im Georgenbau

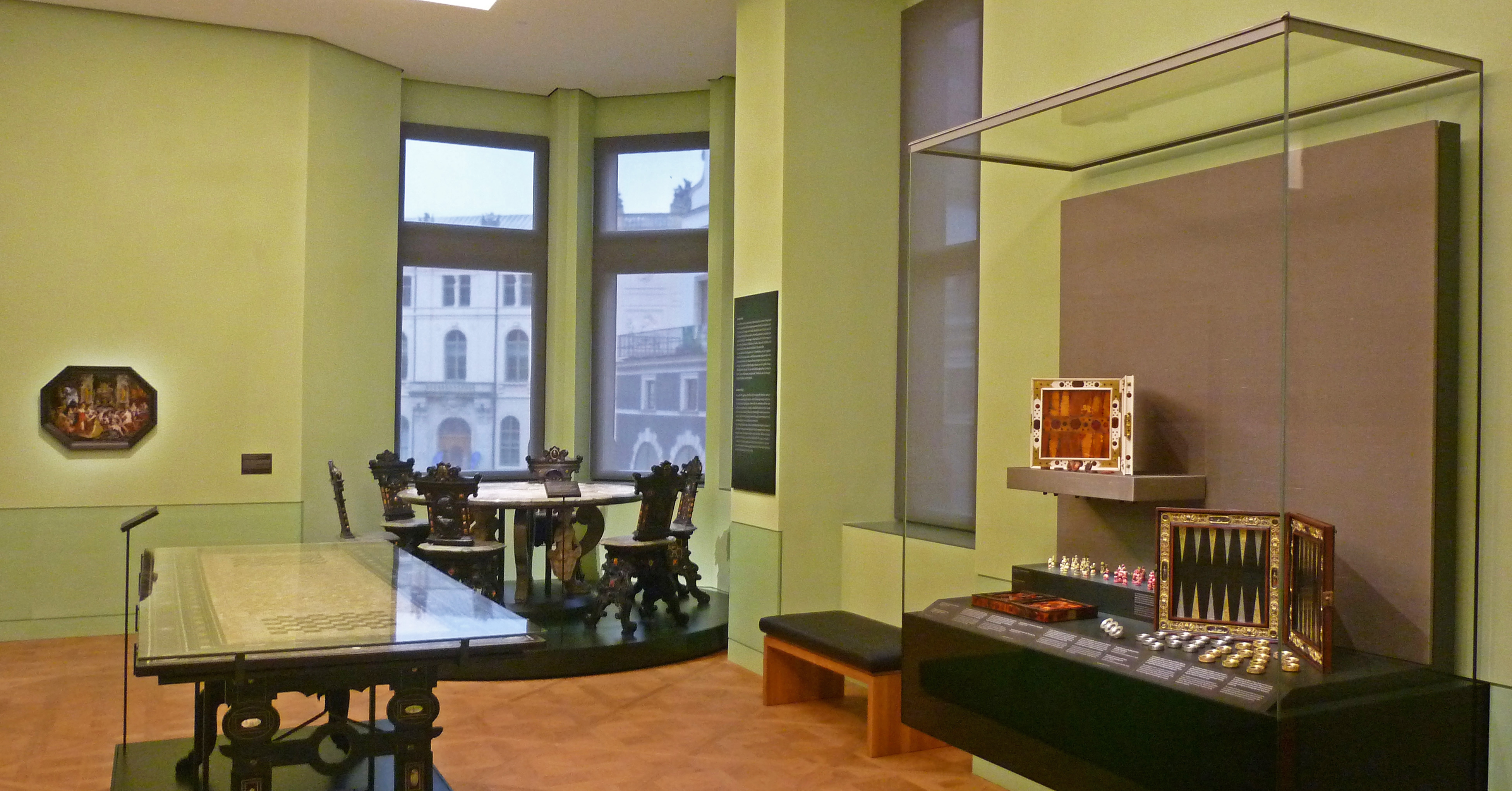
Blick in den Raum 3 – Spielwelten

Weltsicht und Wissen um 1600 ist der Titel einer Dauerausstellung im Residenzschloss in Dresden, die seit dem 19. März 2016 im 1. Obergeschoss des Georgenbaus, in den einstigen privaten Wohnräumen der Kurfürsten, eröffnet wurde. 
Sie zeigt verschiedene Sammlungsstücke und Kunstwerke der Spätrenaissance aus der Dresdner Kunstkammer, die vom sächsischen Kurfürsten August zusammengetragen und unter seinem Sohn, Christian I. von Sachsen (1560–1591), im Dresdner Schloss eingerichtet wurde. 
Die Ausstellung präsentiert sich auf 600 Quadratmetern in sieben Räumen und gliedert sich in die folgenden Bereiche:
- Raum 1: Der Kurfürst als artifex.

Er ist dem Kurfürsten August (1526–1586), dem Gründer der Kunstkammer gewidmet. Er hatte zahlreiche Instrumente im Dachgeschoss des Westflügels des Dresdener Residenzschlosses zusammengetragen und 1572 einen Hofbeamten zu ihrer Betreuung angestellt. Der Kurfürst wird dabei als „artifex“, d. h. als Künstler und Handwerker präsentiert, der sich auch selbst handwerklich betätigt hat. Sein Sohn Christian I. wandelte den kurfürstlichen Arbeitsbereich in eine dem Andenken des Vaters gewidmete Schausammlung um, die auch für Besucher zugänglich war.
Ausgestellt sind zahlreiche Werkzeuge, die in der früheren Dresdner Kunstkammer gesammelt wurden. Es handelt sich um Gartengeräte, Goldschmiede- und Tischlerwerkzeuge sowie Werkzeuge zur Eisenbearbeitung (z. B. die sogenannten Brechzeuge).
- Raum 2: Die Ordnung der Dinge.

Aufgestellt sind Möbel aus dem Kunstgewerbemuseum (z. B. zwei reich dekorierte Kunstkammerschränke mit zahlreichen Fächern, jedoch ohne Inhalt, sowie zwei Augsburger Kabinettschränke, darunter das sog. Tischkabinett für eine Fürstin mit Schreibgeräten, Nähzeug und einer Apotheke). 
- Raum 3: Spielwelten

Hier werden verschiedene Spiele, ein großer mit Perlmutter belegter Spieltisch, sechs Brettspielkassetten aus kostbaren Materialien, Musikinstrumente und ein Kredenztisch mit Stühlen aus dem Neuen Stall (jetzt Johanneum) für Trinkgelage gezeigt. 
- Raum 4: Kombinationswaffen

Dies sind Waffen mit mehreren Funktionen in einem Stück, beispielsweise Stangenwaffen mit Feuerwaffen kombiniert, Rapiere mit Uhren, Schlagkolben mit Feuerwaffen, Stockdegen sowie Streithämmer mit Springklingen. Diese kostbar ausgestatteten Waffen, in der die hoch spezialisierte Waffenschmiedetechnik erkennbar wird, waren reine Sammler- und Schaustücke. Zwei Vitrinen mit technisch und historisch interessanten Pistolen bilden den Auftakt zur Gewehrgalerie, die bis 2018 wieder im anschließenden Langen Gang (zwischen Georgenbau und Johanneum) eingerichtet wird.
- Raum 5: Die Vernetzung der Welt.

Hier wird auf die Entdeckung und Eroberung fremder Erdteile aufmerksam gemacht, aus denen fremdartige Materialien, merkwürdige Tiere, Kostbarkeiten und Kuriosa nach Europa gelangten, die ebenfalls Eingang in die Kunstkammer fanden. So werden exotische Materialien in unbearbeiteter und in künstlerisch bearbeiteter Form gezeigt. Zu sehen sind unter anderem das Horn des legendären Einhorns (in Wirklichkeit ein Narwal-Zahn), den Kopffortsatz eines Sägezahnrochens (Rostrum) und Gefäße aus Bergkristall, Elfenbein, Kokosnuss und Straußeneiern. 
- Raum 6: Der protestantische Kurfürst.

Dieser Abschnitt umfasst liturgische Gegenstände aus der Reformationszeit. 
Die Eichenholztür (1556), der beschädigte Taufstein, kostbare Silbergefäße und weitere originale Ausstattungsstücke aus der Dresdner Schlosskapelle verweisen auf das Bekenntnis der sächsischen Kurfürsten zur lutherischen Reformation.
- Raum 7: Studiolo (für Sonderausstellungen).

Hier werden z. Z. (2016) Kupferstiche aus der Serie „Nova Reperta“ von Jan van der Straet (1523–1605) gezeigt, die auf bedeutende nachantike Erfindungen verweisen.